# Festival Internacional de Cinema de Berlim 1976
A 26ª edição anual do Festival Internacional de Cinema de Berlim foi realizado entre os dias 25 de junho a 6 de julho de 1976. O Urso de Ouro foi concedido ao filme norte-americano Buffalo Bill and the Indians, or Sitting Bull's History Lesson, dirigido por Robert Altman.

## Júri
As seguintes pessoas foram anunciados como jurados do festival:
- Jerzy Kawalerowicz (chefe do júri)
- Hannes Schmidt
- Marjorie Bilbow
- Michel Ciment
- Guido Cinotti
- Georgiy Daneliya
- Wolf Hart
- Bernard R. Kantor
- Fernando Macotela
- Márta Mészáros
- Shūji Terayama

## Filmes em competição
Os seguintes filmes competiram pelo prêmio Urso de Ouro:
| † | Vencedor do prêmio principal de melhor filme em sua seção |
| Título                                                         | Diretor(es)             | País                     |
| -------------------------------------------------------------- | ----------------------- | ------------------------ |
| America at the Movies                                          | George Stevens Jr.      | Estados Unidos           |
| Azonosítás                                                     | László Lugossy          | Hungria                  |
| Baghé sangui                                                   | Parviz Kimiavi          | Irã                      |
| Belyy parokhod                                                 | Bolotbek Shamshiyev     | União Soviética          |
| Buffalo Bill and the Indians, or Sitting Bull's History Lesson | Robert Altman           | Estados Unidos           |
| Canoa: memoria de un hecho vergonzoso                          | Felipe Cazals           | México                   |
| Caro Michele                                                   | Mario Monicelli         | Itália                   |
| Čuvar plaže u zimskom periodu                                  | Goran Paskaljević       | Iugoslávia               |
| Die plötzliche Einsamkeit des Konrad Steiner                   | Kurt Gloor              | Suíça                    |
| Divina creatura                                                | Giuseppe Patroni Griffi | Itália                   |
| Dokter Pulder zaait papavers                                   | Bert Haanstra           | Países Baixos            |
| Expropiación                                                   | Mario Robles            | Venezuela · Peru         |
| F comme Fairbanks                                              | Maurice Dugowson        | França                   |
| Fogo Morto                                                     | Marcos Farias           | Brasil                   |
| Honjin satsujin jiken                                          | Yoichi Takabayashi      | Japão                    |
| Horu: Munakata Shikō no sekai                                  | Takeo Yanagawa          | Japão                    |
| L'argent de poche                                              | François Truffaut       | França                   |
| Las largas vacaciones del 36                                   | Jaime Camino            | Espanha                  |
| Mozart – Aufzeichnungen einer Jugend                           | Klaus Kirschner         | Alemanha                 |
| Noce i dnie                                                    | Jerzy Antczak           | Polônia                  |
| Ominide                                                        | Paolo Villani           | Itália                   |
| Sledovatelyat i gorata                                         | Rangel Vulchanov        | Bulgária                 |
| Trains                                                         | Caleb Deschanel         | Estados Unidos           |
| The Man Who Fell to Earth                                      | Nicolas Roeg            | Reino Unido              |
| Verlorenes Leben                                               | Ottokar Runze           | Alemanha                 |
| Zaklęte rewiry                                                 | Janusz Majewski         | Polônia · Checoslováquia |

## Prêmios
Os seguintes prêmios foram concedidos pelo júri:
- Urso de Ouro: Buffalo Bill and the Indians, or Sitting Bull's History Lesson de Robert Altman
- Urso de Prata — Grande Prêmio do Juri: Canoa: memoria de un hecho vergonzoso de Felipe Cazals
- Urso de Prata de Melhor Diretor: Mario Monicelli por Caro Michele
- Urso de Prata de Melhor Atriz: Jadwiga Barańska em Noce i dnie
- Urso de Prata de Melhor Ator: Gerhard Olschewski em Verlorenes Leben
- Urso de Prata de melhor excelência artística: László Lugossy por Azonosítás
- Urso de Prata: Baghé sangui de Parviz Kimiavi
- Prêmio FIPRESCI
  - Long Vacations of 36 de Jaime Camino